# Kràsnoie (Vladímir)
|  | Per a altres significats, vegeu «Kràsnoie». |

Kràsnoie (en rus: Красное) és un poble de l'óblast de Vladímir, a Rússia, segons el cens del 2010 tenia 605 habitants. Pertany al districte municipal de Iúriev-Polski.